# Pietro Carnerini
Pietro Carnerini (Traversetolo, 4 ottobre 1887 – Gorgonzola, 22 ottobre 1952) è stato uno scultore italiano.

## Biografia
Mostra le prime propensioni artistiche lavorando nella bottega da falegname del padre Domenico. Sempre nella propria gioventù decide di cominciare a lavorare anche in una fonderia per approfondire le proprie conoscenze sul disegno e la modellazione. Nella stessa fonderia lavorava all'epoca quello che diventerà lo scultore, incisore e orafo Renato Brozzi.
A sedici anni si iscrive all'Accademia di belle arti di Parma. Durante gli anni in cui la frequenta, gli vengono affidati i primi lavori di arredo e miglioramento artistico, tra cui quelli di una farmacia di Parma.
Negli anni in cui combatte la prima guerra mondiale comincia ad ottenere anche i primi riconoscimenti per la sua arte e i suoi lavori vengono esposti a Sassuolo. Al termine della guerra, si stabilisce a Parma dedicandosi principalmente alla scultura del legno. Nello stesso periodo comincia a dedicarsi anche all'incisione, a lavori in terracotta e alla xilografia .
Tra il 1921 e il 1923, ha modo di prestare la propria opera per la rivista scientifica Aurea Parma e per Difesa Artistica, rivista d'arte fondata dal poeta e amico Renzo Pezzani con il quale, sempre nel 1923, collabora illustrando con xilografie la sua opera Artigli. L'anno successivo si trasferisce a Roma per ricoprire il ruolo di insegnante in un istituto industriale. Dopo pochi mesi lascia però la docenza per dedicarsi esclusivamente all'arte e nel 1925 e nel 1926 produce alcune xilografie.
Nel 1928 viene incaricato di occuparsi della parte artistica interna della chiesa della Vergine Consolata a Mogadiscio. L'edificio viene inaugurato il 1° marzo 1928 alla presenza del re. Al termine di quell'esperienza torna a Roma ma, nel 1932, viene di nuovo invitato in Africa per scolpire in marmo la via Crucis per la nuova cattedrale di Bengasi, in Libia. Questa viene terminata nello stesso anno e inaugurata il 28 ottobre.
Nel dicembre del 1934 incontra nuovamente il re, e, nelle lettere spedite ai familiari, riporta loro gli apprezzamenti ricevuti per le proprie opere eseguite in Somalia. Questo gli fa sperare, invano, di ottenere qualche nuovo incarico. Tra il 1934 e il 1937, prova a cercare per due volte qualche incarico anche a Parigi, ma il lavoro scarseggia e fa rientro in entrambe le occasioni a Roma.
Deluso da questa mancanza di occasioni, nel 1937 fa rientro prima a Parma e poi a Traversetolo. Qui però, nel 1939 riceve dal vescovo Evasio Colli l'incarico della progettazione e realizzazione della nuova cattedra episcopale in legno con i due arcibanchi. L'opera gli porta riconoscimento da parte di pubblico e di critica. A quel punto gli vengono offerti nuovi lavori, quali l'arredo della zona presbiteriale in San Giovanni in Parma, l'arredo per la sala consiliare di Traversetolo, oltre alla realizzazione di molti mobili per abitazioni private.
Il periodo della seconda guerra mondiale lo trascorre a Traversetolo, per ritrasferirsi a Parma solo a conflitto terminato.
A fine decennio il lavoro non manca ma, dal 1949, comincia ad accusare un fortissimo dolore alle orecchie che nel tempo diventa insopportabile, facendogli temere la sordità. Questo, e il senso di solitudine lo spingono a chiedere asilo nel convento dei Domenicani in Bologna dove esegue alcune opere bronzee.
Dopo essere stato ricevuto in udienza speciale dal papa l'8 febbraio 1951, si trasferisce prima dalla famiglia a Traversetolo e, successivamente, a Gorgonzola, presso altri parenti dove, dopo una visita all'ospedale di Milano, si toglie la vita il 22 ottobre 1952.
Il 1° giugno 2024 la cattedra episcopale di Pietro Carnerini è ricomposta nella Basilica di Santa Maria della Steccata di Parma. A celebrare l'evento è il vescovo Enrico Solmi. In questa maniera viene ripristinata la collocazione originale pensata nel 1939 dal vescovo Evasio Colli, prima della conservazione dell'opera per diversi anni nel duomo di Parma.

## Opere (selezione)
- Sedile (prima metà sec. XX) – Sedili di rovere scolpiti, contenenti simboli liturgici e stemmi a bassorilievo [5].
- Dossale (prima metà sec. XX) – Due dossali intagliati su legno di pioppo, raffiguranti quattro cervi che si abbeverano, con ai lati due pilastri con capitelli compositi [6].
- Banco da chiesa (secondo quarto sec. XX) – Banco da chiesa con schienale contenente le figure intagliate di Santo Stefano, Gesù e Sant’Ilario [7].
- Banco da chiesa (prima metà sec. XX) – Una serie di banchi di semplice fattura con colonnette e intagli nei sostegni del sedile [8].
- Rilievo (sec. XX) – Rilievo in bronzo raffigurante al centro un fante con iuna statuetta di Vittoria Alata nella mano destra e una spada nella sinistra. Affiancato al rilievo vi sono due aquile in pietra e sopra la dedica di San Lazzaro Parmense ai caduti della Prima Guerra Mondiale [9].
- Confessionale (secondo quarto sec. XX) – Confessionale scolpito in legno di noce [10].
- Confessionale (sec. XX) – Confessionale scolpito, conservato a Neviano degli Arduini (PR)[11].
- Ancona (sec. XVII - sec. XX) –All'interno della Sagrestia Nobile della Chiesa Steccata di Parma è presente una pala d'altare, detta anche ancona, realizzata dal Mascheroni verso il 1665. Intorno al 1669 fu eseguita la doratura da parte di Giuseppe Diana. L'altare della base è stato aggiunto successivamente ad opera di Pietro Carnerini[12].

### Bassorilievi in marmo
- La crocifissione – 1932 - cm 85x75 [13].
- La sepoltura – 1932 - cm 85x75 [14].
- Gesù riceve la Croce – 1932 - cm 85x75 [15].
- L'incontro con le Pie Donne – 1932 - cm 85x75 [16].
- La prima caduta sotto la Croce – 1932 - cm 85x75 [17].
- Gesù spogliato dalle vesti – 1932 - cm 85x75 [18].
- Pilato – 1932 - cm 85x75 [19].
- Simone il Cireneo – 1932 - cm 85x75 [20].
- L'incontro con la Vergine – 1932 - cm 85x75 [21].
- La Deposizione – 1932 - cm 85x75 [22].

### Altre opere di rilievo
- La lastra in bronzo, in ricordo dei caduti della Prima Guerra Mondiale apposta sulla facciata dell’asilo San Lazzaro di Parma – 1924
- Le lunette della Chiesa della Vergine Consolata a Mogadiscio – 1928
- La xilografia Ecce homo – 1928
- La "Targa Manzini" collocata all'interno dell'omonima fabbrica di Parma nel – 1948
- Busto in bronzo raffigurante Padre Lino Maupas - 1951